# Apamea spaldingi
Apamea spaldingi là một loài bướm đêm thuộc họ Noctuidae. Nó được tìm thấy ở miền trung Saskatchewan phía tây đến British Columbia, phía nam đến at lĐông Colorado và California.
Sải cánh dài khoảng 35 mm. Con trưởng thành bay từ tháng 5 đến tháng 6 tùy theo địa điểm.